# Hongren (malarz)

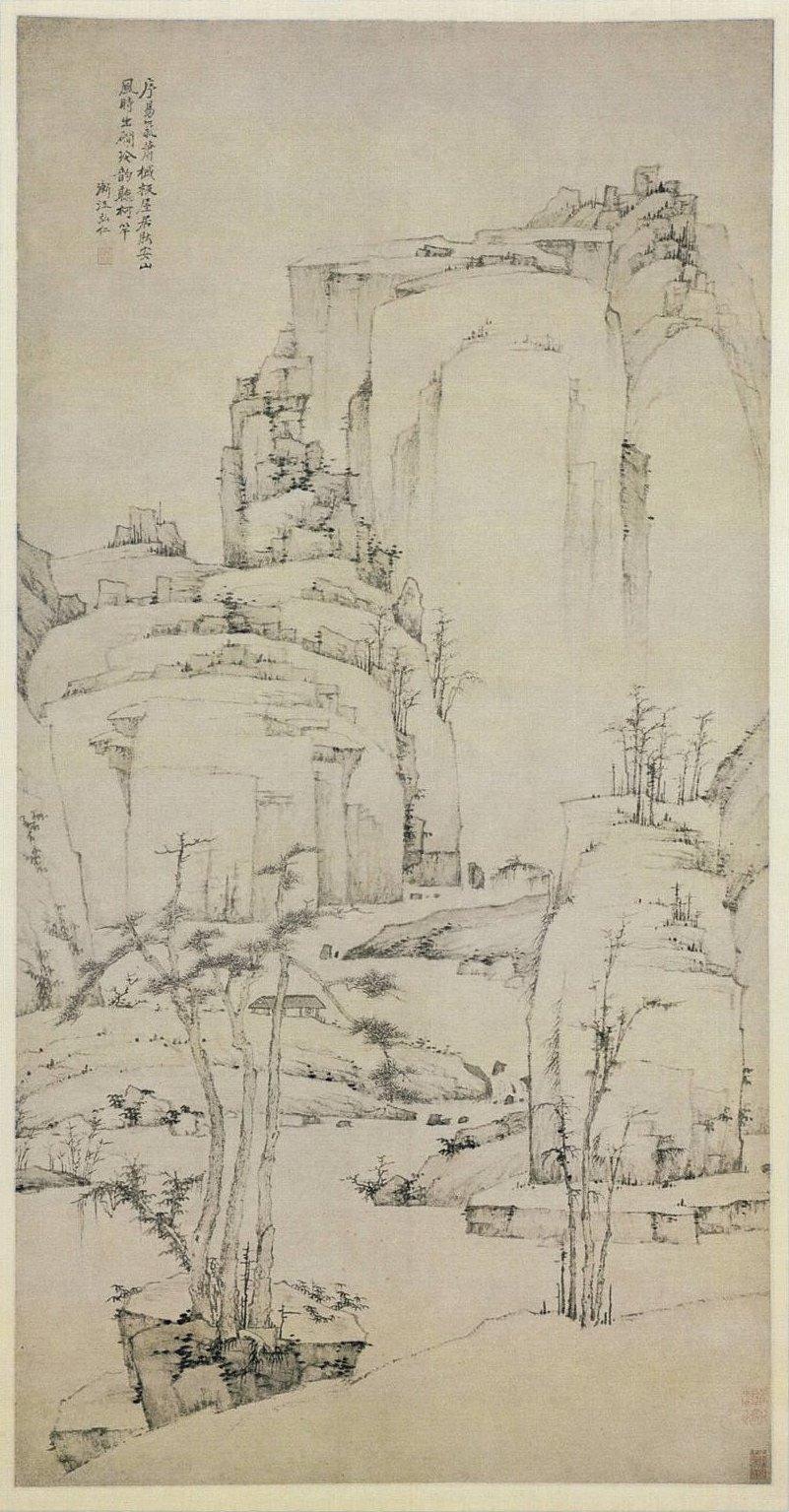
Nadejście jesieni, tusz na papierze, 1658-61, Honolulu Museum of Art

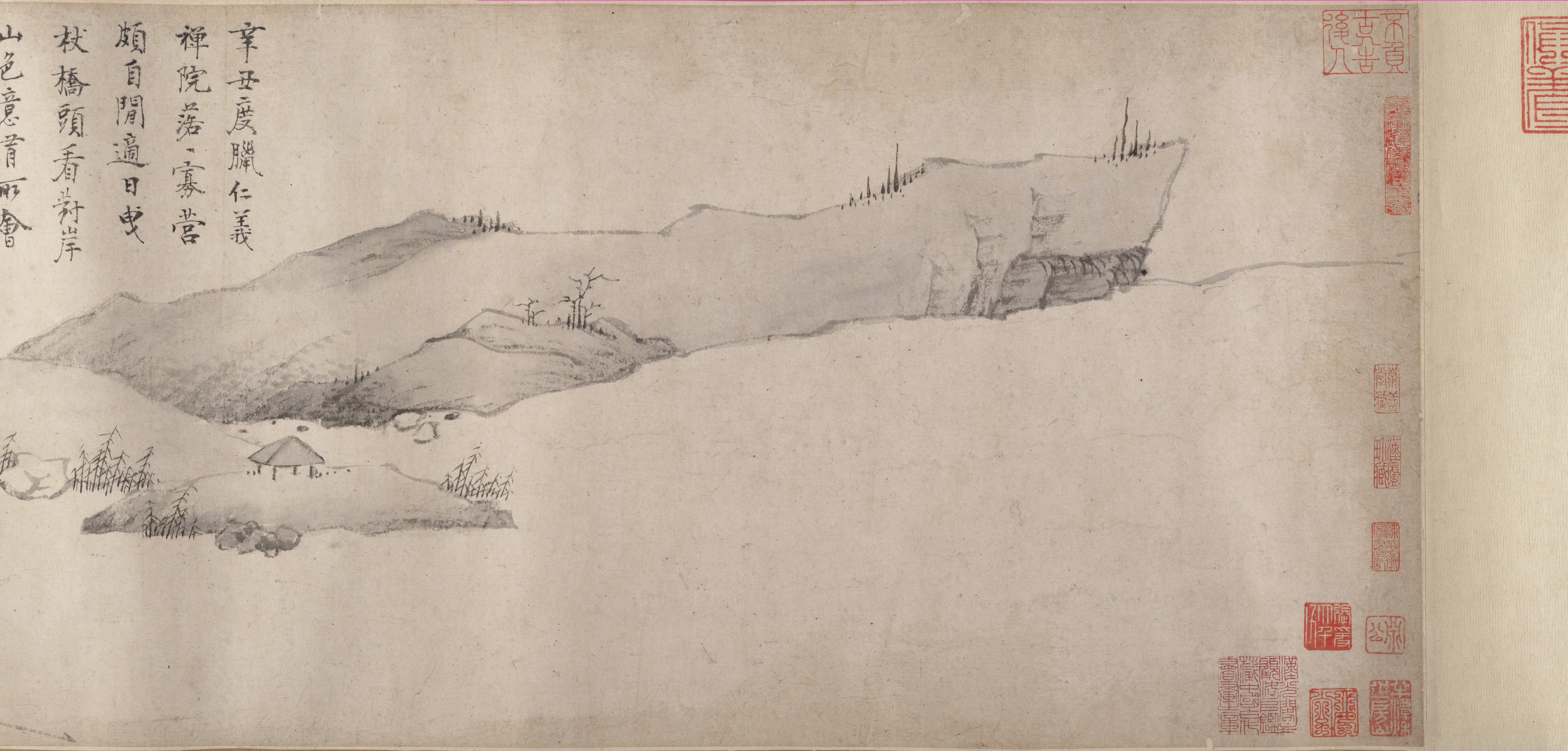
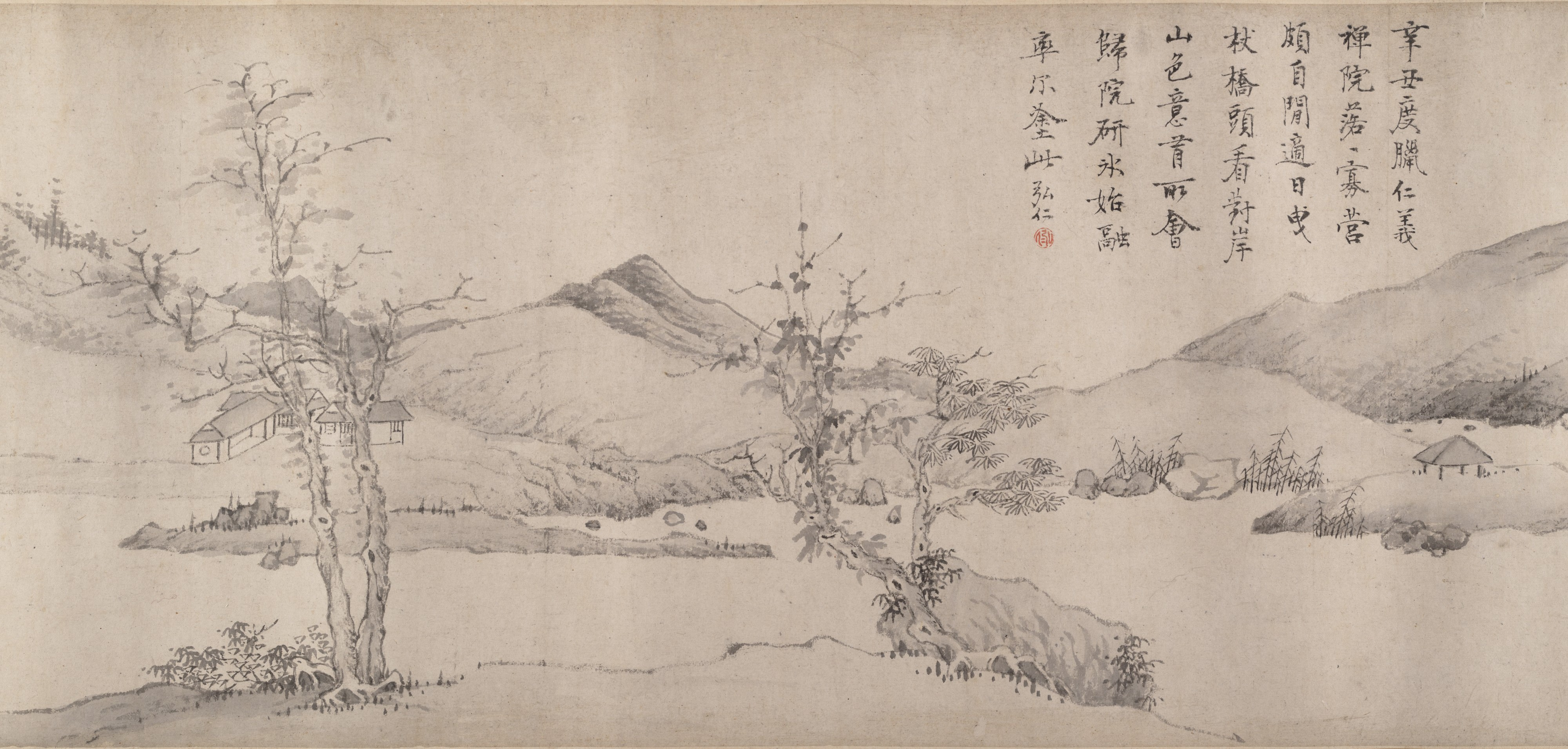
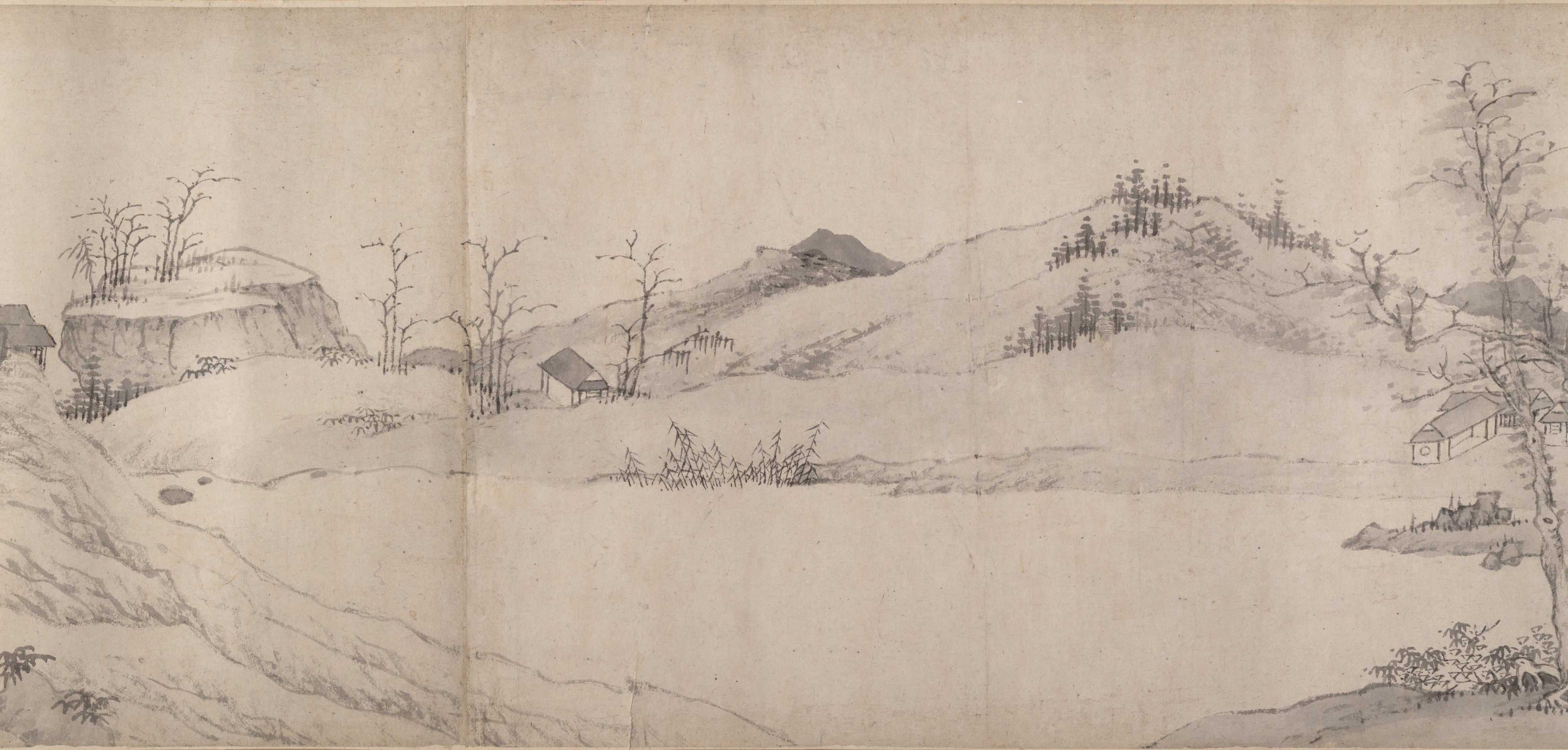
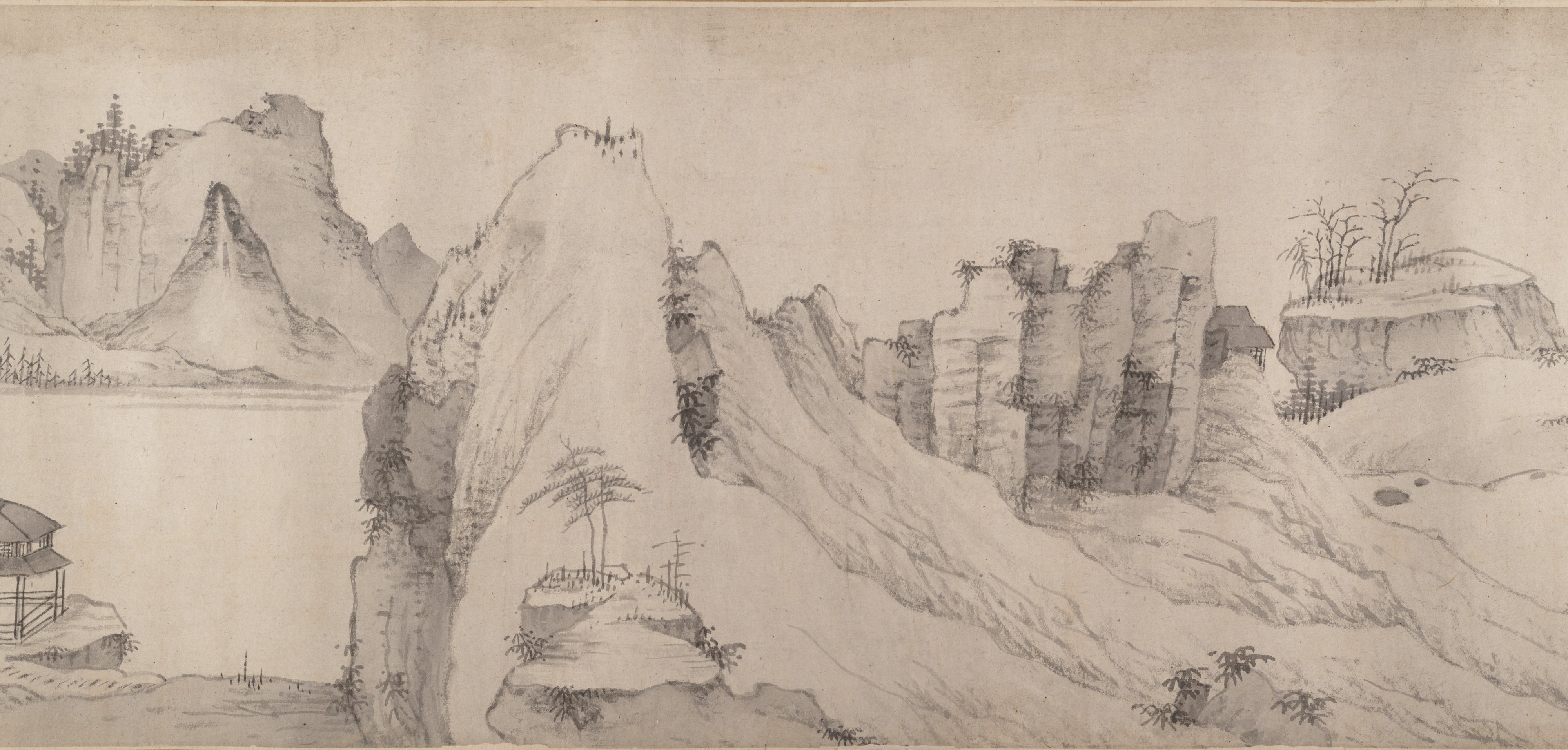

Hongren lub Hong Ren (chiń. upr. 弘仁; pinyin Hóngrén; ur. 1610, zm. 1663) – chiński malarz z okresu wczesnej dynastii Qing.
Urodzony jako Jiang Tao (江鞱). Po upadku dynastii Ming został buddyjskim mnichem (Hongren to imię klasztorne). Ponieważ resztę życia spędził w stosunkowym odosobnieniu, nie zachowały się szczegóły jego biografii.
Malował chłodne pejzaże w duchu Ni Zana (XIV w.), które mimo oszczędności kreski ukazywały jego wrażliwość. Nie był jednak naśladowcą Ni Zana, zapożyczył jedynie od niego podstawowy styl, który rozwinął w wyraźnie osobisty sposób, unikając charakterystycznego dla czasów qingowskich eklektyzmu. Jego sztuka zbliżona jest do dawnych mistrzów raczej duchem, niż przez proste naśladownictwo. Zmarł dość młodo i pozostawił niewiele dzieł, ale ich jakość spowodowała, że zalicza się go do najważniejszych malarzy wczesnej epoki Qing oraz od tzw. „czterech mistrzów z Anhui”. Zaliczenie to ma charakter jedynie formalny, bo nie należał on do żadnej grupy malarskiej, będąc artystycznym indywidualistą. Najbliższym mu stylistycznie był Gong Xian, inny malarz wczesnoqingowski. Aczkolwiek obaj tworzyli pejzaże, w których odbijała się samotność i wycofanie w odosobnienie, obrazy Hongrena różnią się brakiem poczucia smutku i posępności.
Cykl pejzaży Hongrena znajdujących się w Metropolitan Museum of Art